# Liste der Bodendenkmäler in Marl
Die Liste der Bodendenkmäler in Marl enthält die denkmalgeschützten unterirdischen baulichen Anlagen, Reste oberirdischer baulicher Anlagen, Zeugnisse tierischen und pflanzlichen Lebens und paläontologische Reste auf dem Gebiet der Stadt Marl im Kreis Recklinghausen in Nordrhein-Westfalen (Stand: Juli 2021). Diese Bodendenkmäler sind in Teil B der Denkmalliste der Stadt Marl eingetragen; Grundlage für die Aufnahme ist das Denkmalschutzgesetz Nordrhein-Westfalen (DSchG NRW).
| Bild | Bezeichnung                   | Lage                                                      | Beschreibung                                                                                | Bauzeit | Eingetragen seit | Denkmal- nummer |
| ---- | ----------------------------- | --------------------------------------------------------- | ------------------------------------------------------------------------------------------- | ------- | ---------------- | --------------- |
|      | Sinsener Wallburg             | Sinsen-Lenkerbeck Flur 159, Flurstücke 45, 48, 58, 60, 61 | Burganlage (Innenburg und Außenburg)                                                        |         | 25.07.1985       | 3               |
|      | Grabhügel                     | Brassert Flur 4, Flurstück 13                             | Obertägiger Grabhügel, durch Rekultivierungsfurchen gestört, Teil eines Gräberfeldes        |         | 30.07.1985       | 4               |
|      | Grabhügel                     | Brassert Flur 10, Flurstück 9                             | Teil eines Grabhügels, Entstehungszeit: späte Jungsteinzeit / frühe Bronzezeit              |         | 30.07.1985       | 5               |
|      | Grabhügel                     | Sinsen-Lenkerbeck Flur 173, Flurstück 6                   | Stark gestörter Grabhügel, Entstehungszeit: späte Jungsteinzeit / frühe Bronzezeit          |         | 30.07.1985       | 6               |
|      | Grabhügelgruppe (3 Grabhügel) | Brassert Flur 11, Flurstück 54, Flur 9, Flurstück 24      | Grabhügel, Entstehungszeit: späte Jungsteinzeit / frühe Bronzezeit                          |         | 07.08.1985       | 7               |
|      | Grabhügelgruppe (5 Grabhügel) | Brassert Flur 11, Flurstück 47, Flur 10, Flurstück 14     | 4 Grabhügel sind durch tiefe Rekultivierungsfurchen gestört, 1 Grabhügel ist flach erhalten |         | 07.08.1985       | 8               |
|      | Grabhügelgruppe (3 Grabhügel) | Alt-Marl Flur 12, Flurstück 98                            | Grabhügel, Entstehungszeit: späte Jungsteinzeit / frühe Bronzezeit                          |         | 07.08.1985       | 9               |
|      | Grabhügelgruppe (2 Grabhügel) | Brassert Flur 10, Flurstücke 6, 9, Flur 11, Flurstück 6   | Grabhügel, Entstehungszeit: späte Jungsteinzeit / frühe Bronzezeit                          |         | 07.08.1985       | 10              |
|      | Schutzbereich eines Grabhügel | Brassert Flur 4, Flurstück 14                             |                                                                                             |         | 07.08.1985       | 11              |